# Linia kolejowa nr 605
Linia kolejowa nr 605 – pierwszorzędna, zelektryfikowana, jednotorowa linia kolejowa łącząca stację Kraków Płaszów ze stacją Kraków Prokocim Towarowy (rejon PrB).